# Station Moorthorpe
Moorthorpe is een spoorwegstation van National Rail in South Kirkby, Wakefield in Engeland. Het station is eigendom van Network Rail en wordt beheerd door Northern Rail. Het station is geopend in 1879.